# Bobby Labonte
Robert Allen Labonte (Corpus Christi, 8 maggio 1964) è un pilota automobilistico statunitense, campione della NASCAR Sprint Cup Series e della NASCAR Xfinity Series.

## Carriera
Dal 1991 al 2016 ha corso nella NASCAR Sprint Cup Series, ottenendo in totale 21 vittorie su 26 pole position. Dal 1982 al 2016, ha corso nella NASCAR Xfinity Series, diventando campione della categoria nel 1991. Inoltre per cinque stagioni, ha corso nella NASCAR Camping World Truck Series, ottenendo una vittoria.
Nel 2018 firma un contratto della durata di un anno con il team RDV Competition YACCO Toyota, ritornando alla guida di un'auto nel campionato NASCAR Whelen Euro Series per l'intera stagione.

## Palmarès

### NASCAR Sprint Cup Series
- 2º  nella NASCAR Sprint Cup Series (1999)
- 1º  nella NASCAR Sprint Cup Series (2000)

### Xfinity Series
- 1º  nella Xfinity Series (1991)
- 2º  nella Xfinity Series (1992)

### International Race of Champions
- 3º  nella International Race of Champions (1999)
- 1º  nella International Race of Champions (2001)